# Avenue de Paris (Châtillon)
Pour les articles homonymes, voir Avenue de Paris.
L’avenue de Paris est un important axe de communication de Châtillon dans les Hauts-de-Seine.

## Situation et accès

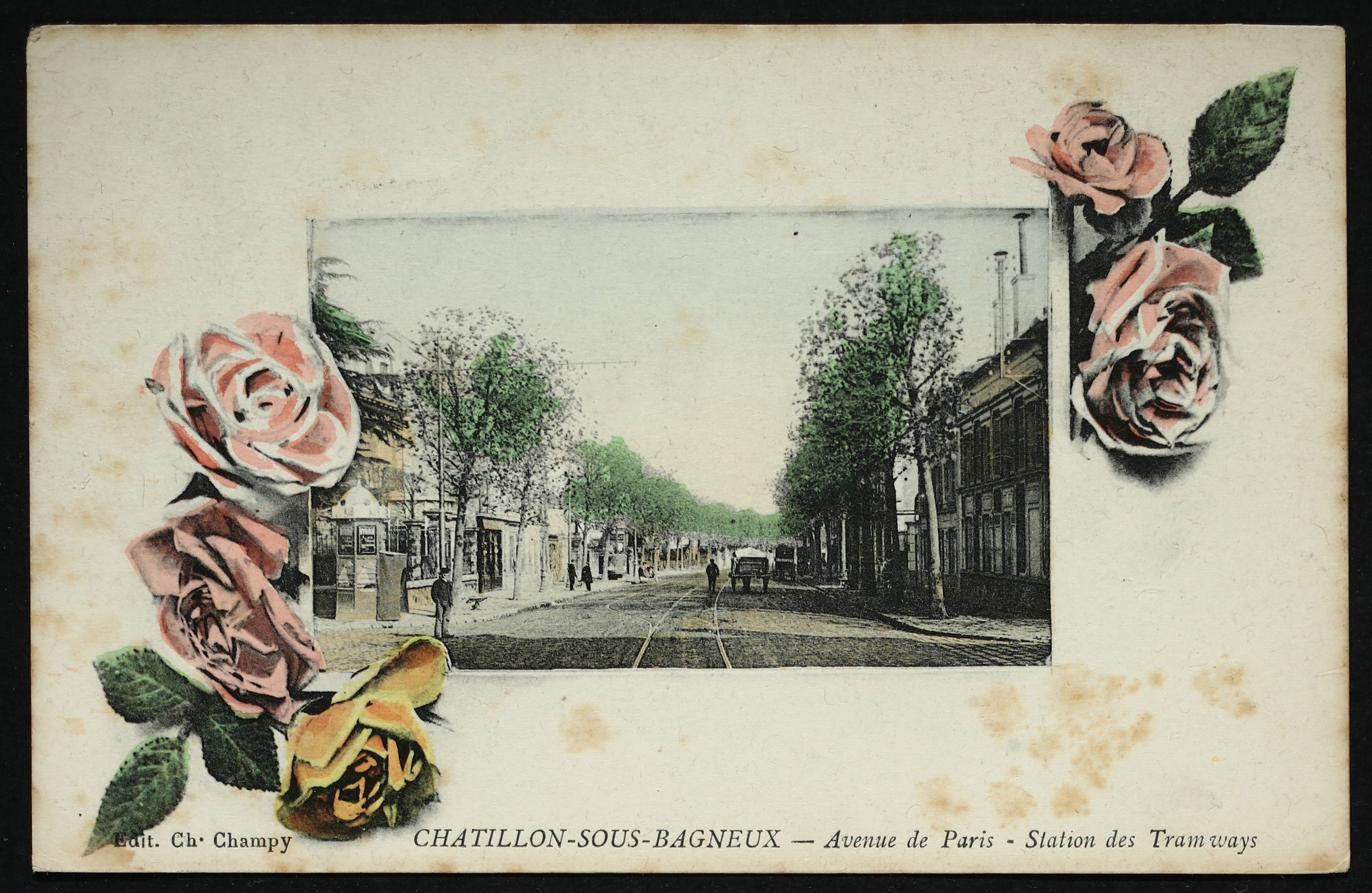
Station des Tramways, vers 1900.

Cette avenue rectiligne commence son tracé au nord-est, venant de Paris, sous le viaduc de la LGV Atlantique, à l'endroit où l'avenue Marx-Dormoy rencontre l'avenue Pierre-Brossolette.
Elle rencontre immédiatement le boulevard Camélinat, puis le boulevard de Stalingrad (anciennement route stratégique). Elle traverse ensuite le carrefour de l'avenue de la République et l'avenue Marcelin-Berthelot, puis marque le départ de la rue Étienne-Deforges qui se dirige vers le pont des Suisses.
Elle se termine place du 8-Mai-1945, dans l'axe de l'avenue de Verdun (anciennement route de Versailles) au carrefour du boulevard de Vanves et du boulevard de la Liberté.
Cette avenue est accessible par la ligne 6 du tramway d'Île-de-France qui la suit sur toute sa longueur, et par la station de métro Châtillon - Montrouge, terminus de la ligne 13 du métro de Paris. 

## Origine du nom
Cette voie de circulation est le chemin le plus direct menant à Paris.

## Historique

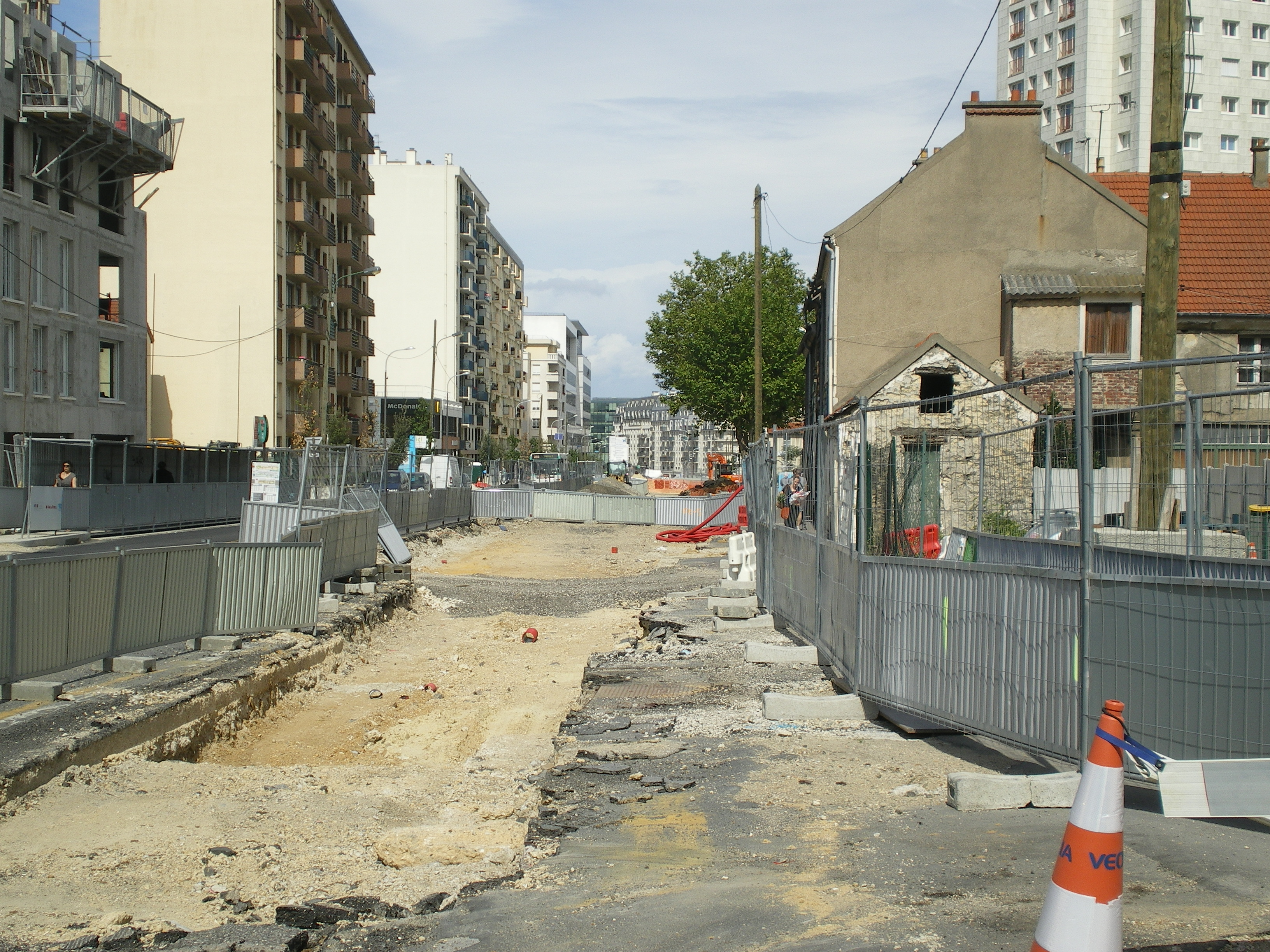
Travaux T6 - Chatillon - Rue de Paris - Lot 5 - station Étienne-Deforges - vue direction Nord - Août 2012.

Autrefois, de nombreuses carrières souterraines de pierre à bâtir - industrie capitale pour la commune - se trouvaient dans les environs, et notamment sous cette avenue.
Le 27 mai 1918, lors des bombardements de Paris et de sa banlieue durant la Première Guerre mondiale, le no 21 est atteint par un tir de la Grosse Bertha. Le surlendemain, le no 83 est à son tour victime d'impacts.
Comme sur de nombreux axes autour de Paris, les années 1960 voient croître à cet endroit des édifices d'habitation de grande hauteur,.
Les années 2010 voient l'arrivée de la ligne 6 du tramway d'Île-de-France.

## Bâtiments remarquables et lieux de mémoire

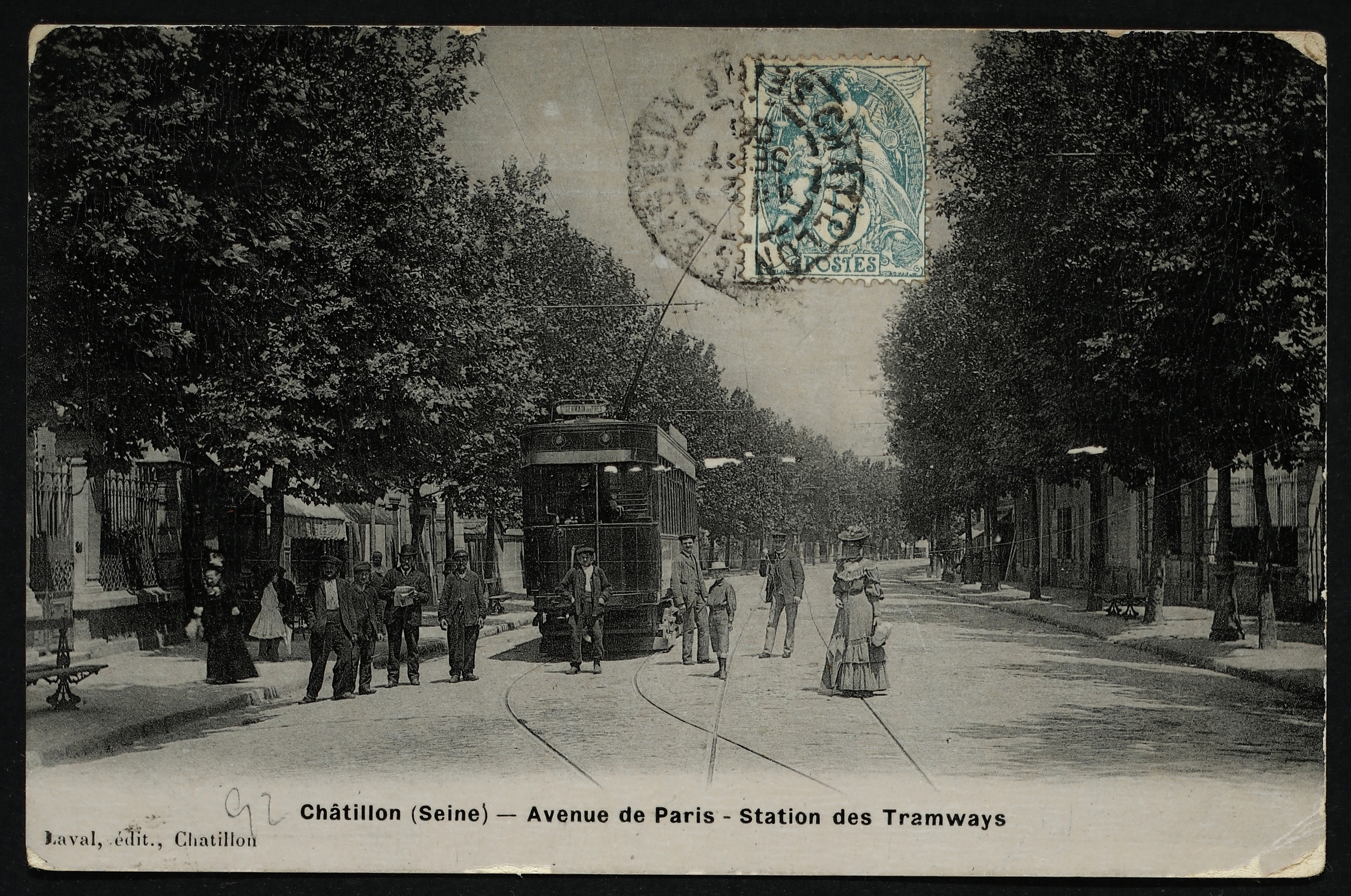
Attroupement à un tramway.

- Promenade départementale des Vallons-de-la-Bièvre.
- Immeuble de bureaux Le Carat, siège social de Compass Group France[6].
- Immeuble édifié en 1913, par les architectes Jean Rastoueix et Fernand Tinlot, et recensé dans l'inventaire général du patrimoine culturel sous la référence IA92000166[7].
- Maison datant de la première moitié du XXe siècle, recensée dans l'inventaire général du patrimoine culturel sous la référence IA92000137[8].
- Square Jean-Moulin, et monument aux morts[9].